# Pescara Calcio 1990-1991
Questa pagina raccoglie le informazioni riguardanti il Pescara Calcio nelle competizioni ufficiali della stagione 1990-1991.

## Stagione
Nella stagione 1990-1991 il Pescara disputa il campionato di Serie B ottenendo il 14º posto con 36 punti. Allenato inizialmente da Carlo Mazzone fino a fine novembre, poi sostituito da Giovanni Galeone. Al termine del girone di andata il Pescara è quart'ultimo con 17 punti, nel ritorno fa un po' meglio raccogliendo 2 punti in più, riuscendo a raggiungere la salvezza grazie ad una classifica avulsa. Con 36 punti si sono infatti piazzate oltre agli abruzzesi, anche Modena ed Avellino, che si sono salvate, mentre Cosenza e Salernitana hanno dovuto, con gli stessi 36 punti, spareggiare per non retrocedere. Ha avuto la meglio il Cosenza che ha battuto (1-0) la Salernitana. I campani sono così retrocessi con Barletta, Triestina e Reggina. Una salvezza per il Pescara arrivata sul filo di lana dell'ultima giornata, grazie al successo ottenuto all'Adriatico contro la già retrocessa Triestina. Con 10 reti Edi Bivi è risultato il miglior marcatore stagionale del Pescara, delle quali 2 reti in Coppa Italia e 8 in campionato. Nella Coppa Italia gli abruzzesi hanno eliminato nel doppio confronto del primo turno il Catanzaro, poi nel secondo turno sono stati estromessi dall'Atalanta.

## Rosa
| N. |                    | Ruolo | Calciatore         |
| -- | ------------------ | ----- | ------------------ |
|    | Italia (bandiera)  | D     | Alessandro Alberti |
|    | Italia (bandiera)  | D     | Salvatore Alfieri  |
|    | Italia (bandiera)  | C     | Michele Armenise   |
|    | Italia (bandiera)  | A     | Paolo Baldieri     |
|    | Italia (bandiera)  | A     | Edi Bivi           |
|    | Italia (bandiera)  | C     | Luigi Caffarelli   |
|    | Italia (bandiera)  | D     | Andrea Camplone    |
|    | Italia (bandiera)  | D     | Flavio Destro      |
|    | Brasile (bandiera) | A     | Edmar              |
|    | Italia (bandiera)  | C     | Stefano Ferretti   |
|    | Italia (bandiera)  | C     | Fabrizio Fioretti  |
|    | Italia (bandiera)  | C     | Michele Gelsi      |

| N. |                   | Ruolo | Calciatore           |
| -- | ----------------- | ----- | -------------------- |
|    | Italia (bandiera) | C     | Stefano Impallomeni  |
|    | Italia (bandiera) | A     | Giampiero Lalli      |
|    | Italia (bandiera) | P     | Alessandro Mannini   |
|    | Italia (bandiera) | A     | Antonio Martorella   |
|    | Italia (bandiera) | A     | Paolo Monelli        |
|    | Italia (bandiera) | C     | Vittorio Pinciarelli |
|    | Italia (bandiera) | D     | Ubaldo Righetti      |
|    | Italia (bandiera) | D     | Mirko Taccola        |
|    | Italia (bandiera) | C     | Mirko Trombetti      |
|    | Italia (bandiera) | C     | Alvise Zago          |
|    | Italia (bandiera) | C     | Mauro Zironelli      |

## Risultati

### Serie B

#### Girone di andata
| Taranto 9 settembre 1990 1ª giornata | Taranto      | 0 – 0 referto | Pescara | Stadio Erasmo Iacovone\| Arbitro: \| Iori (Parma) \| |
| Arbitro:                             | Iori (Parma) |               |         |                                                      |

| Arbitro: | Boemo (Udine) |

|                |           |  |
| Bernazzani 56’ | Marcatori |  |

| Arbitro: | Felicani (Bologna) |

|                   |           |  |
| D. Pellegrini 30’ | Marcatori |  |

| Arbitro: | Monni (Sassari) |

|             |           |          |
| Monelli 56’ | Marcatori | 65’ Pasa |

| Pescara 7 ottobre 1990 5ª giornata | Pescara             | 0 – 0 referto | Lucchese | Stadio Adriatico\| Arbitro: \| Scaramuzza (Mestre) \| |
| Arbitro:                           | Scaramuzza (Mestre) |               |          |                                                       |

| Arbitro: | Rosica (Roma) |

|            |           |            |
| Catena 53’ | Marcatori | 2’ Monelli |

| Pescara 21 ottobre 1990 7ª giornata | Pescara             | 0 – 0 referto | Ascoli | Stadio Adriatico\| Arbitro: \| Lo Bello (Siracusa) \| |
| Arbitro:                            | Lo Bello (Siracusa) |               |        |                                                       |

| Barletta 28 ottobre 1990 8ª giornata | Barletta        | 0 – 0 referto | Pescara | Stadio Comunale\| Arbitro: \| Fucci (Salerno) \| |
| Arbitro:                             | Fucci (Salerno) |               |         |                                                  |

| Arbitro: | Frigerio (Milano) |

|  |           |               |
|  | Marcatori | 48’ Cambiaghi |

| Arbitro: | De Angelis (Civitavecchia) |

|             |           |  |
| Monelli 27’ | Marcatori |  |

| Arbitro: | Bettin (Padova) |

|                        |           |              |
| Marronaro 8’ Balbo 53’ | Marcatori | 18’ Fioretti |

| Arbitro: | Chiesa (Livorno) |

|            |           |                             |
| Taccola 4’ | Marcatori | 69’ Di Carlo 84’ De Angelis |

| Arbitro: | Dal Forno (Ivrea) |

|               |           |           |
| Melchiori 50’ | Marcatori | 84’ Gelsi |

| Arbitro: | Bazzoli (Merano) |

|                           |           |  |
| Baldieri 15’ Fioretti 80’ | Marcatori |  |

| Arbitro: | Nicchi (Arezzo) |

|               |           |  |
| Galderisi 34’ | Marcatori |  |

| Arbitro: | Cardona (Milano) |

|  |           |                             |
|  | Marcatori | 42’ Brogi 90’ M. Pellegrini |

| Avellino 6 gennaio 1991 17ª giornata | Avellino            | 0 – 0 referto | Pescara | Stadio Partenio\| Arbitro: \| Amendolia (Messina) \| |
| Arbitro:                             | Amendolia (Messina) |               |         |                                                      |

| Arbitro: | Bettin (Padova) |

|                       |           |  |
| Zago 10’ Fioretti 72’ | Marcatori |  |

| Arbitro: | Luci (Firenze) |

|                |           |          |
| A. Di Rosa 13’ | Marcatori | 39’ Zago |

#### Girone di ritorno
| Arbitro: | Dal Forno (Ivrea) |

|            |           |                                 |
| Destro 74’ | Marcatori | 31’, 84’ Insanguine 78’ Turrini |

| Arbitro: | Quartuccio (Torre Annunziata) |

|                         |           |  |
| Scienza 18’ Attrice 62’ | Marcatori |  |

| Arbitro: | Fabricatore (Roma) |

|  |           |           |
|  | Marcatori | 9’ Gritti |

| Arbitro: | Bazzoli (Merano) |

|  |           |                                         |
|  | Marcatori | 45’ Martorella 68’ Edmar 88’ Caffarelli |

| Lucca 3 marzo 1991 24ª giornata | Lucchese          | 0 – 0 referto | Pescara | Stadio Porta Elisa\| Arbitro: \| Mughetti (Cesena) \| |
| Arbitro:                        | Mughetti (Cesena) |               |         |                                                       |

| Arbitro: | Quartuccio (Torre Annunziata) |

|               |           |  |
| Bivi 47’, 89’ | Marcatori |  |

| Ascoli Piceno 17 marzo 1991 26ª giornata | Ascoli          | 0 – 0 referto | Pescara | Stadio Cino e Lillo Del Duca\| Arbitro: \| Nicchi (Arezzo) \| |
| Arbitro:                                 | Nicchi (Arezzo) |               |         |                                                               |

| Arbitro: | Guidi (Bologna) |

|                                 |           |  |
| Fioretti 49’ Gelsi 61’ Bivi 74’ | Marcatori |  |

| Arbitro: | De Angelis (Civitavecchia) |

|            |           |  |
| Bonomi 90’ | Marcatori |  |

| Arbitro: | Monni (Sassari) |

|             |           |          |
| Dezotti 15’ | Marcatori | 23’ Zago |

| Arbitro: | Stafoggia (Pesaro) |

|               |           |                |
| Bivi 47’, 90’ | Marcatori | 43’, 72’ Balbo |

| Arbitro: | Scaramuzza (Mestre) |

|                                        |           |               |
| Tovalieri 4’ Lorenzini 27’ Minaudo 55’ | Marcatori | 27’, 66’ Zago |

| Arbitro: | Bruni (Arezzo) |

|                       |           |  |
| Gelsi 1’ Ferretti 90’ | Marcatori |  |

| Arbitro: | Merlino (Torre Annunziata) |

|             |           |           |
| Masolini 5’ | Marcatori | 24’ Edmar |

| Arbitro: | Coppetelli (Tivoli) |

|                          |           |                          |
| Monelli 25’ Ferretti 48’ | Marcatori | 41’ Albertini 45’ Longhi |

| Modena 26 maggio 1991 35ª giornata | Modena          | 0 – 0 referto | Pescara | Stadio Alberto Braglia\| Arbitro: \| Cesari (Genova) \| |
| Arbitro:                           | Cesari (Genova) |               |         |                                                         |

| Pescara 2 giugno 1991 36ª giornata | Pescara         | 0 – 0 referto | Avellino | Stadio Adriatico\| Arbitro: \| Monni (Sassari) \| |
| Arbitro:                           | Monni (Sassari) |               |          |                                                   |

| Arbitro: | Guidi (Bologna) |

|                                   |           |                          |
| Casale 6’ Baiano 12’ Rambaudi 16’ | Marcatori | 7’, 33’ Bivi 24’Ferretti |

| Arbitro: | Ceccarini (Livorno) |

|                       |           |  |
| Bivi 11’ Ferretti 32’ | Marcatori |  |

### Coppa Italia

#### Primo Turno
| Arbitro: | Fucci (Salerno) |

|          |           |  |
| Bivi 56’ | Marcatori |  |

| Arbitro: | Nicchi (Arezzo) |

|  |           |                      |
|  | Marcatori | 49’ Monelli 59’ Bivi |

#### Secondo turno
| Arbitro: | Guidi (Bologna) |

|                |           |  |
| Evair 46’, 81’ | Marcatori |  |

| Arbitro: | Cornieti (Forlì) |

|              |           |  |
| Fioretti 74’ | Marcatori |  |